# Cultuursector
De cultuursector  is dat deel van de maatschappij, waar de kunst en cultuur wordt geproduceerd, gepresenteerd, gepubliceerd, geconsumeerd en geconserveerd.

## Algemeen
In Nederland wordt de cultuursector door de Raad voor Cultuur ingedeeld in een vijftiental sectoren: amateurkunst en cultuureducatie, archieven, architectuur en stedenbouw, beeldende kunst en vormgeving, dans, film, landschapsarchitectuur, letteren en bibliotheken, media, monumenten en archeologie, musea, muziek en muziektheater, en theater.
Volgens de klassieke economie is de cultuursector een sector naast de economische sectoren (landbouw, industrie en dienstverlening). De laatste decennia zijn tussen deze sectoren, de wetenschaps- en cultuursector allerlei nieuwe bedrijven opgekomen, die men de creatieve industrie noemt.

## Arbeidsmarkt
De arbeidsmarkt van de cultuursector kenmerkt zich door de inzet van veel onbetaalde krachten: in 44% van de openstaande culturele vacatures wordt gevraagd naar vrijwilligers en stagiairs. Het CBS schat in dat 5 procent van de bevolking vrijwilligerswerk doet bij een culturele vereniging of organisatie. Op de gehele bevolking zou dit neerkomen op ruim 700.000 culturele vrijwilligers.
Een ander kenmerk van de arbeidsmarkt van de cultuursector is de inzet van zelfstandigen zonder personeel (zzp). Volgens het Centraal Bureau voor de Statistiek waren er in 2010 38.500 zzp’ers werkzaam in de podiumkunsten, beeldende kunst, bibliotheken, erfgoedinstellingen en musea. In 2016 is dit aantal zzp’ers gestegen naar 52.600, een stijging van 37% t.o.v. 2010. De ruime meerderheid van deze zzp’ers moet het doen met een uurtarief dat verre van wat marktconform is. De helft verdient slechts € 28 of minder per uur. Dit is niet alleen weinig ten opzichte van alle zzp’ers in Nederland, maar ook ten opzichte van vergelijkbare sectoren. Naast het lage uurtarief is er voor veel activiteiten tevens geen meetbaar uurtarief en is er sprake van een vergoeding (bijvoorbeeld een artiest bij een live optreden). In de popmuziek verdienen muzikanten gemiddeld zeer laag, ook met alle nevenactiteiten erbij (bijvoorbeeld als muziekdocent).

## Opdelingen
De cultuursector wordt in de theorie en praktijk op meerdere wijzen onderverdeeld:
- De genoemde verdeling in een vijtiental sectoren.
- De hoge kunst en lage kunst, ook wel elitaire en populaire kunst.
- De gesubsidieerde en de ongesubsidieerde cultuursector.